# Citheronia vogleri
Citheronia vogleri är en fjärilsart som beskrevs av Weyenbergh 1878. Citheronia vogleri ingår i släktet Citheronia och familjen påfågelsspinnare. Inga underarter finns listade i Catalogue of Life.